# Lepidospartum
Lepidospartum là một chi thực vật có hoa trong họ Cúc (Asteraceae).

## Loài
Chi Lepidospartum gồm các loài: